# Liwa Jound al-Haramaïn
Le Liwa Jound al-Haramaïn (en arabe : لواء جند الحرمين, « La Brigade des soldats des deux mosquées saintes ») est un groupe rebelle de la guerre civile syrienne.

## Histoire

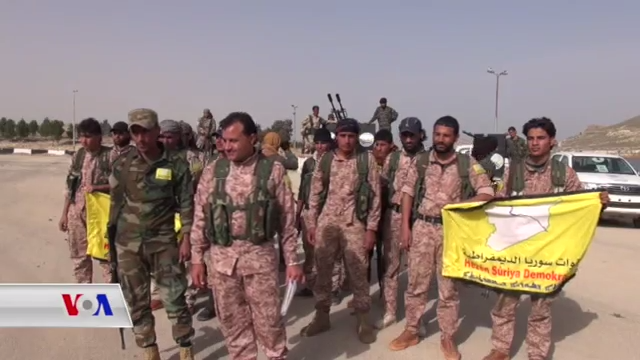
Des combattants du Liwa Jound al-Haramaïn avec le drapeau des Forces démocratiques syriennes, le 10 mars 2016.

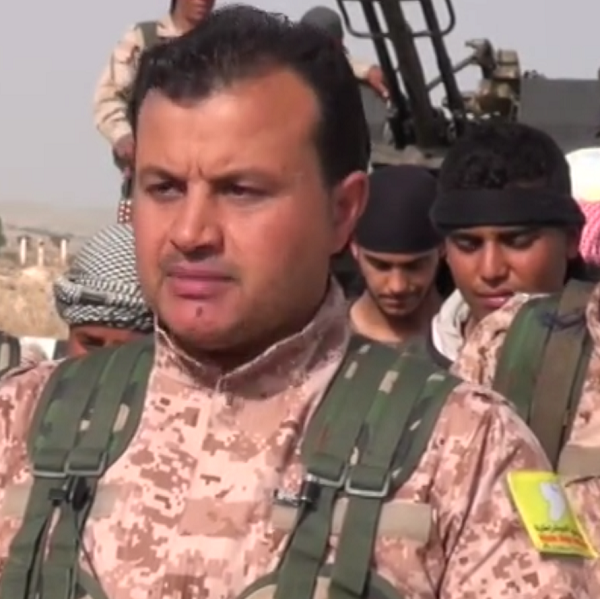
Ibrahim al-Banaoui, le chef du Liwa Jound al-Haramaïn, le 10 mars 2016.

Le Liwa Jound al-Haramaïn est fondé en 2012 à Manbij. Affilié à l'Armée syrienne libre (ASL), il est principalement constitué de combattants arabes. En 2012, le groupe est initialement commandé par Osman Osman, mais ce dernier trouve la mort en 2013, près de l'aéroport de Kweires, à l'est d'Alep. En 2016, le groupe est dirigé par Ibrahim al-Banaoui.
En 2012 et 2013, Jound al-Haramaïn prend part à la bataille d'Alep, mais il est chassé de Manbij au début de l'année 2014, lorsque l'État islamique prend le contrôle de la ville. Le groupe est en déroute, mais une partie de ses combattants, mené par Ibrahim al-Banaoui, trouve refuge dans la région de Kobané, auprès des forces kurdes des YPG,.
En 2015, Jound al-Haramaïn intègre un temps Jaych al-Salam (en), une alliance de groupes de l'ASL combattant aux côtés des YPG, mais celle-ci est dissoute au bout de quelques mois
Le 10 mars 2016, sous la direction d'Ibrahim al-Banaoui et alors fort d'au moins une centaine de combattants, le Liwa Jound al-Haramaïn annonce qu'il rallie les Forces démocratiques syriennes et les Bataillons Chams al-Chamal,,,. Il intègre aussi le Conseil militaire de Manbij.
Cependant en août 2017, Ibrahim al-Banaoui et un autre chef de Jound al-Haramaïn, Fayad al-Ghanem, font défection en faveur du régime syrien.